# Boyton (Kornwalia)
Boyton – wieś w Anglii, w Kornwalii. Leży 105 km na północny wschód od miasta Penzance i 311 km na zachód od Londynu. W 2001 miejscowość liczyła 378 mieszkańców.